# Hanna Szuszkiewicz
Hanna Szuszkiewicz, z d. Margol (ur. 21 stycznia 1972) – polska piłkarka ręczna, mistrzyni i reprezentantka Polski.

## Kariera sportowa
Jest wychowanką MKS Truso Elbląg, ale przez większą część kariery związana była ze Startem Elbląg, z którym wywalczyła mistrzostwo Polski w 1992 i 1994, wicemistrzostwo Polski w 1991 i 1997 oraz brązowe medale mistrzostw Polski w 1993, 1998, 1999 i 2000.
W latach 1991–1992 wystąpiła w 13 spotkaniach reprezentacji Polski seniorek, zdobywając 9 bramek.
W latach 2014–2018 była dyrektorem Szkoły Podstawowej nr 4 w Elblągu, od roku 2018 dyrektorem Sportowej Szkoły Podstawowej nr 3 w Elblągu, a od 2021 dyrektorem Zespołu Szkół i Placówek Sportowych w Elblągu.